# 2009年卡拉奇银行抢劫案
2009年卡拉奇银行抢劫案发生在2009年12月13日，劫匪抢走了巴基斯坦卡拉奇联合银行一分部的约370万美元，这被认为是巴基斯坦史上最大的银行劫案。